# Leszek Dzięgiel

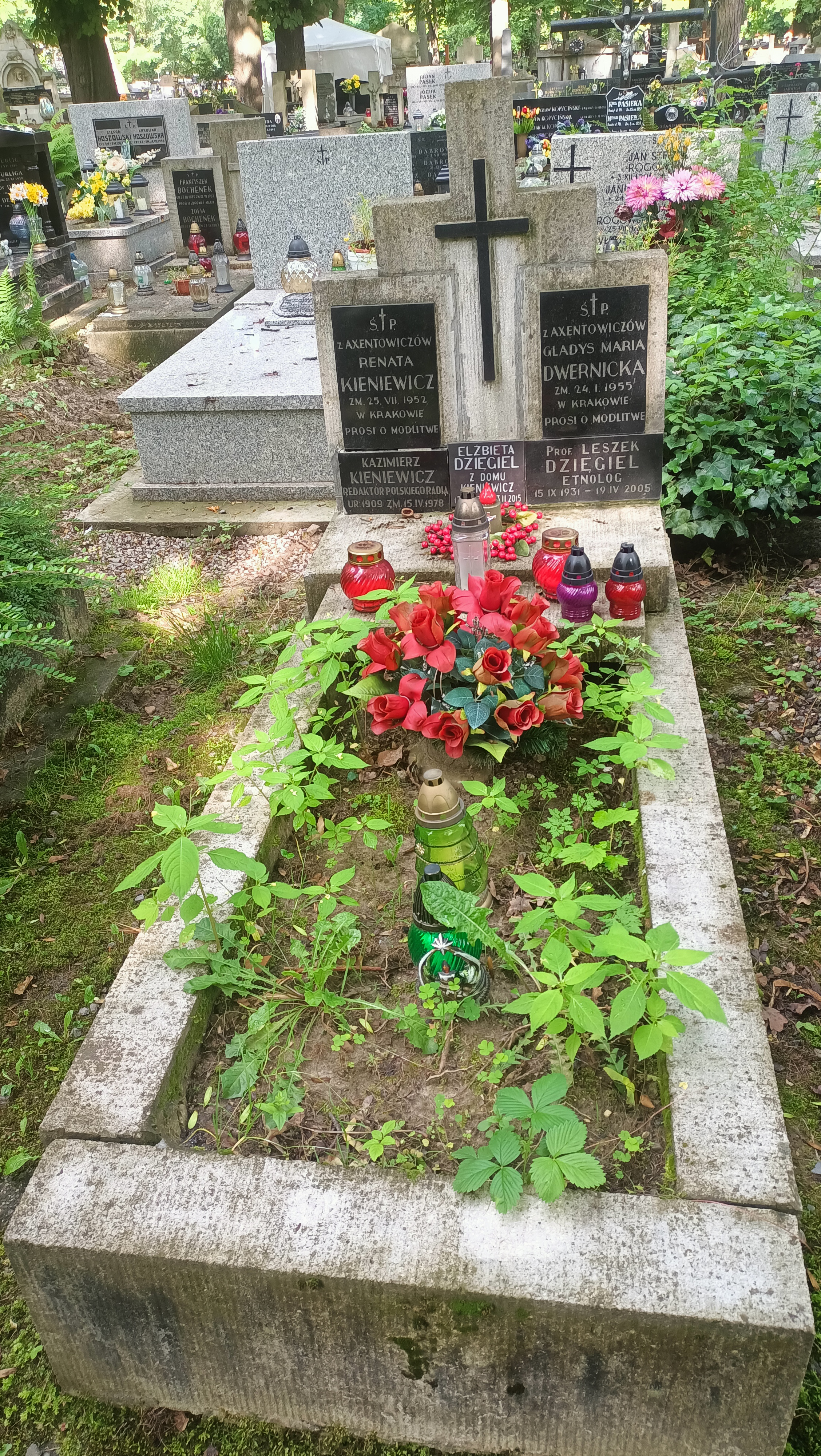
Grób Leszka Dzięgiela na Cmentarzu Rakowickim w Krakowie

Leszek Dzięgiel (ur. 15 września 1931 w Mysłowicach, zm. 19 kwietnia 2005 w Krakowie) – polski etnolog, orientalista, wieloletni kierownik Katedry Etnografii Słowian Uniwersytetu Jagiellońskiego, a następnie Instytutu Etnologii UJ, profesor zwyczajny od 2000.
W 1972 obronił doktorat, w 1995 został profesorem nadzwyczajnym, nominację na profesora zwyczajnego uzyskując w 2000. W 1992 r. był współzałożycielem Towarzystwa Przyjaźni Polsko-Kurdyjskiej, które później zmieniło nazwę na Towarzystwo Polsko-Kurdyjskie. Był współredaktorem dwumiesięcznika Arcana. Pochowany na cmentarzu Rakowickim (kwatera XIIa, rząd 9, miejsce 4).

## Praca naukowa
Początkowo związany był z Instytutem Rolnictwa i Leśnictwa Krajów Tropikalnych i Subtropikalnych dzisiejszej Akademii Rolniczej, a następnie z Instytutem Etnologii Uniwersytetu Jagiellońskiego. Jego orientalistyczne zainteresowania obejmowały problematykę bliskowschodnią, ale sięgały także Afganistanu. Był wieloletnim badaczem Kurdów, autorem licznych publikacji na ten temat, twórcą polskiej kurdologii. Był autorem fundamentalnej pracy w polskim piśmiennictwie kurdologicznym zatytułowanej Węzeł kurdyjski.

## Wybrane publikacje
- Tradycyjne budownictwo w Afganistanie jako przykład harmonii między środowiskiem przyrodniczym i kulturowym, [w:] „Etnografia Polska”, t. XX, PAN, Wrocław 1976
- The Situation of Women in Traditional Afghan Communities [w:] „Ethnologia Polona”, vol. 3, 1977
- Życie codzienne i historia najnowsza - nowe pole badań etnologa (1996)
- Political protest and snobbery: fashion among Cracow students in the early 1950s (1997)
- Paradise in concrete cage: daily life in communist Poland: an ethnologist's view, Kraków: "Arcana", 1998, ISBN 83-86225-17-3
- Popular culture of Central Europe in the process of change (2000)
- Miasta w filozofii władzy PRL-u i społecznej praktyce: wyzwanie dla badacza kultury (2001)
- Węzeł kurdyjski: kultura, dzieje, walka o przetrwanie, Kraków: Towarzystwo Autorów i Wydawców Prac Naukowych "Universitas", 1992, ISBN 83-7052-088-X
- Swoboda na smyczy: Wspomnienia 1946-1956, Kraków: "Arcana", 1996, ISBN 83-86225-55-6
- Norwegia, wyd. 3, Warszawa 1990 ISBN 83-214-0631-9
- Lwów nie każdemu zdrów, Wrocław: Polskie Towarzystwo Ludoznawcze, 1991
- Problemy metodologiczne etnografii (red.), Polska Akademia Nauk. Oddział w Krakowie. Komisja Etnograficzna, Wrocław-Kraków: Zakład Narodowy im. Ossolińskich, 1989, ISBN 83-04-03182-5